# Hr.Ms. O 10 (1926)
De Hr.Ms. O 10 was een Nederlandse onderzeeboot van de O 9-klasse. Op 9 augustus 1921 werd de O 10 besteld door de Nederlandse regering bij Nederlandsche Scheepsbouw Maatschappij, de voorloper van de naoorlogse NDSM. De O 10 was bedoeld als patrouilleschip voor de Nederlandse kustwateren. Tijdens de jaren 20 en 30 maakte het schip verschillende oefentochten naar de Oostzee. Na de val van Nederland in 1940 kon de onderzeeboot uitwijken naar het Verenigd Koninkrijk, waar het voornamelijk werd gebruikt als oefenboot voor onderzeebootbestrijding en ASDIC-tests. In 1944 werd de O 10 in het Verenigd Koninkrijk uit dienst genomen. Na de Tweede Wereldoorlog kon de onderzeeboot op eigen kracht terug naar Rotterdam varen.

## Voor de Tweede Wereldoorlog
In 1927 en 1928 maakte 0 10 samen met de O 11, Z 5, Z 6, Z 7, Z 8 en de Hertog Hendrik tochten naar Zweden, de Baltische staten en Schotland. Gedurende de winter van 1929 - 1930 werd de O 10 uitgerust met een experimentele Duitse torpedolanceerinstallatie. Met deze torpedolanceerinstallatie zouden torpedo's kunnen worden gelanceerd zonder dat daarbij bubbels zouden vrijkomen. Maar de installatie werkte niet naar verwachtingen, dus werd ze ontmanteld. Daarnaast waren er tests in Nederlands-Indië met een vergelijkbaar systeem dat betere resultaten liet zien. In 1931 en 1937 maakt de O 10 een tocht naar de Oostzee om daar oefeningen met andere Nederlandse schepen uit te voeren.
Op 29 augustus 1939 werden de Nederlandse strijdkrachten gemobiliseerd. De O 10 werd samen met de O 9 en de O 11 ingedeeld bij de kustdivisie. Deze kustdivisie moet het aanvallende onderdeel vormen van de Nederlandse kustverdediging. Tijdens een van de patrouilles, op 14 april, in de Nederlandse kustwateren werd de O 10 per ongeluk aangevallen door een vliegtuig van de Royal Air Force.

## Tijdens de Tweede Wereldoorlog
Tijdens de Duitse aanval op Nederland in 1940 was de O 10 op patrouille op Noordzee. Op 11 mei 1940 keerde O 10 terug naar de haven van Den Helder om daar gereed gemaakt te worden voor de overtocht naar het Verenigd Koninkrijk. In de avond van 12 mei maakt de O 10 samen met de O 9, onder begeleiding van de BV 5 de overtocht naar Portsmouth. De BV 5 was de door de Koninklijke marine in beslag genomen sleepboot de Witte Zee. Op 15 mei arriveerde de groep schepen in de haven van Portsmouth.
Tijdens de evacuatie van Duinkerke en Bordeaux patrouilleerde de O 10 in Het Kanaal. Omdat na de val van Frankrijk Portsmouth niet langer als veilig werd gezien, werd de O 10 overgeplaatst naar de haven van Portland waar het assisteerde bij tests op het gebied van onderzeebootbestrijding. Vanaf juli tot augustus 1940 was de O 10 gestationeerd in Rothesay en was het verbonden aan het 7de trainingsflottielje. In Rothesay vonden tests plaats met de ASDIC, bij deze tests dient de O 10 als doelschip. Van 30 augustus 1940 tot en met juli 1944 is de O 10 gestationeerd in de tijdelijke haven van Dundee waar het was verbonden aan het 9de flottielje.
Gedurende 1941 en begin 1942 voerde de O 10 oorlogspatrouilles uit voor de Franse kust. Deze patrouilles maken deel uit van de ijzeren ring rond de haven van Brest. Deze ijzeren ring had als doel te voorkomen dat de Duitse slagschepen Gneisenau en Scharnhorst en de zware kruiser Prinz Eugen de haven van Brest zouden verlaten. In februari 1942 konden de Duitse schepen toch ontsnappen uit Brest. De O 10 voerde vanaf februari 1942 patrouilles uit op de Atlantische Oceaan. Ook begeleidde de O 10 het konvooi PQ 16 van IJsland naar Noord-Rusland.
Tijdens een van de patrouilles van de O 10, op 13 mei 1943, op de Atlantische Oceaan vielen beide dieselmotoren uit. Op 14 mei werd de Chiddingfolf door een Catalina vliegtuig naar de locatie van de O 10 gebracht. Later arriveerde ook de Brecon, Bressend en Celia. Uiteindelijk nam de Brecon de O 10 op sleeptouw. In de middag van 14 mei nam de Halcyon het slepen over. Op 16 mei arriveerde de twee schepen in de haven van Lerwick. In Lerwick waren niet genoeg onderdelen aanwezig om beide dieselmotoren te repareren, dus moest de O 10 het met één dieselmotor doen. Eind mei 1943 voer de O 10 op eigen kracht, onder begeleiding van de La Capricieuse terug naar Rothesay. In Rothesay werd de O 10 weer gebruikt als doelschip bij ASDIC-tests, dit zou het blijven doen totdat het op 11 oktober 1944, vanwege de leeftijd, uit dienst werd genomen.

## Na de Tweede Wereldoorlog
In december 1945 voer de O 10 terug naar Nederland, naar de Waalhaven van Rotterdam waar de onderzeedienst was gevestigd. In oktober werd de O 10, voor recycling, verkocht aan de gemeente Amsterdam voor een bedrag van 61.666 gulden.
Onderdelen van de O 10 worden nog steeds gebruikt. O.a. de 200 bar drukvaten zijn in nog steeds in active dienst bij het Nederlands Lucht- en Ruimtevaartcentrum (NLR) te Amsterdam.